# Anna Záborská
Anna Záborská (Bojnice, 7 de junio de 1948) es una médica, política y parlamentaria eslovaca.
Estudió otorrinolaringología en la Universidad Comenius de Bratislava en Eslovaquia. Ejerció la medicina en Francia, Argelia, Reino Unido y Eslovaquia. Fue parlamentaria europea, pertenece al partido Movimiento Demócrata Cristiano.
Contrajo matrimonio con Vladimir Záborský y es madre de dos hijas: Veronika y Eva.